# Zeche Leibzucht
Die Zeche Leibzucht im Bochumer Stadtteil Stiepel, Ortsteil Brockhausen, ist ein ehemaliges Steinkohlenbergwerk. Das Bergwerk befand sich im Bereich unterhalb des Ostermann Feldes und gehörte zum Gerichtsbezirk des Gerichtes Stiepel.

## Geschichte

### Die ersten Jahre
Am 24. September des Jahres 1748 wurde die Mutung eingelegt. Noch im selben Jahr wurde das Grubenfeld mit zwei Stollen bergmännisch bearbeitet. In den Jahren 1754 und 1755 wurde das Bergwerk aufgrund von Absatzmangel in Fristen gelegt. Im Jahr 1756 wurde das Bergwerk vermessen. Ab dem Jahr 1768 war das Bergwerk für mehrere Jahre in Betrieb. Am 18. Januar des Jahres 1771 wurden der Ratmann Dornseiffen, der Obergeschworene Wünnenberg, der Gerichtsschreiber Rautert, Diergarten der Alte zu Stiepel, Nettlenbeck zu Stiepel und Johann Diedrich Pleuger Senior Behrenbeck zu Holthausen als Gewerken in den Unterlagen des Bergamtes eingetragen. Im Jahr 1772 war das Bergwerk noch in Betrieb. Im Jahr 1775 wurde das Bergwerk, einschließlich einer Nebenbank, in den Unterlagen genannt. In den Jahren 1777 und 1778 sowie 1782 war das Bergwerk in Betrieb. Im Jahr 1800 wurde es erneut in Fristen gelegt. Im Jahr 1835 konsolidierte die Zeche Leibzucht mit weiteren Bergwerken zur Zeche Vereinigte Leibzucht.

### Vereinigte Leibzucht
Die Zeche Vereinigte Leibzucht in Bochum-Stiepel entstand im Jahr 1835 durch die Konsolidation der Zechen Leibzucht, Geismar, Westermann und Maria Catherina. Im Anschluss an die Konsolidation fand vermutlich kein Betrieb statt. Am 23. Dezember des Jahres 1841 wurden zwei Längenfelder verliehen, es handelte sich hierbei um die Felder Leibzucht Nr. 1 und Leibzucht Nr. 2. Im Anschluss an diese Verleihung wurde der Betrieb vermutlich aufgenommen. Im Jahr 1846 war das Bergwerk nachweislich in Betrieb. Im Jahr 1896 wurden die beiden Längenfelder Leibzucht Nr. 1 und Leibzucht Nr. 2 in die neu gegründete Zeche Glückswinkelburg integriert. Danach gibt es keine weiteren Angaben über die Zeche Vereinigte Leibzucht.